# Hippopsis arriagadai
Hippopsis arriagadai là một loài bọ cánh cứng trong họ Cerambycidae.